# Cronologia dell'evoluzione dei mammiferi

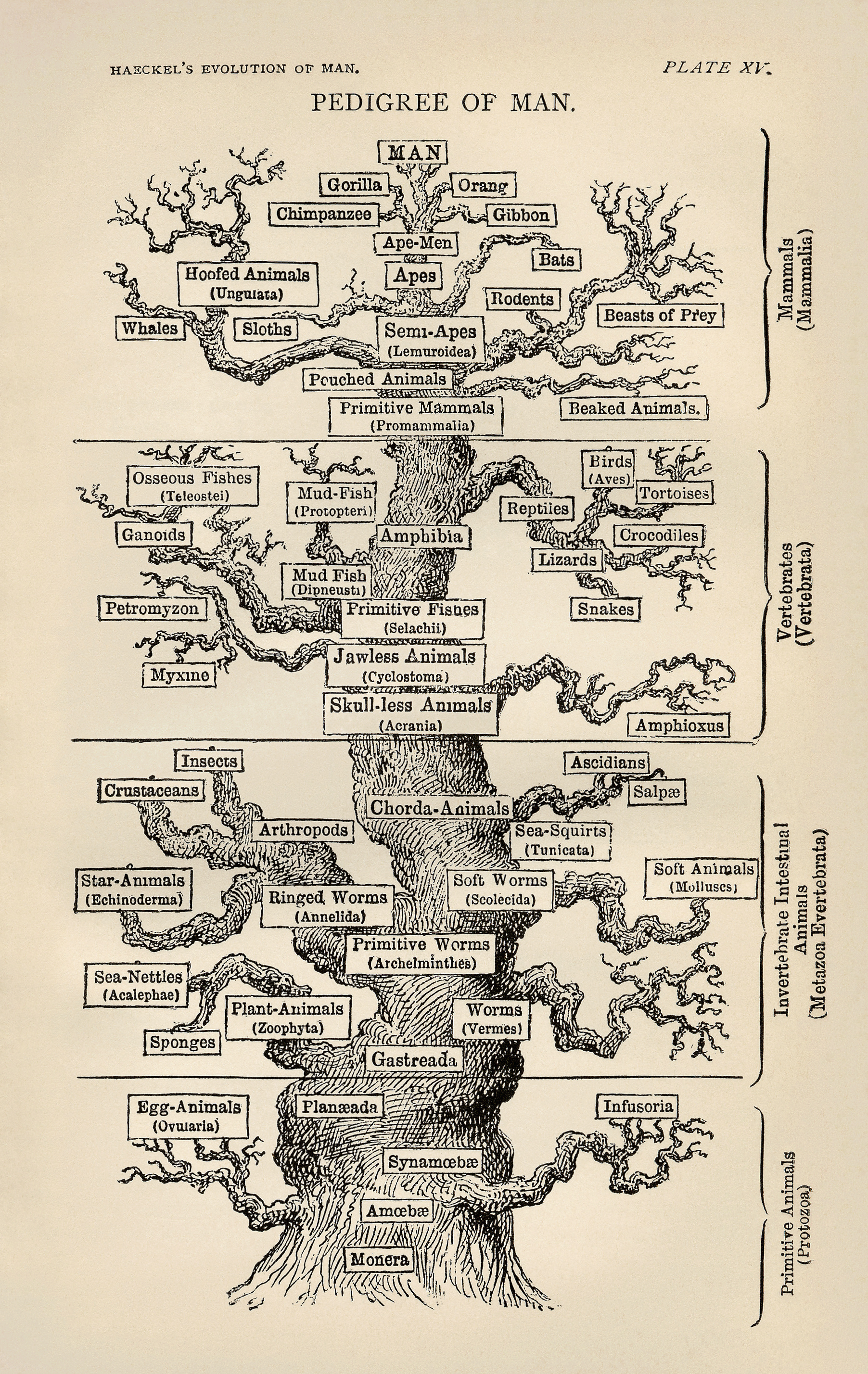
L'albero della vita è tratto da Ernst Haeckel in The Evolution of Man (1879) illustrato nel XIX secolo dove l'evoluzione era vista come un processo lineare e progressivo dagli organismi elementari all'uomo

Sequenza dei momenti più importanti nella cronologia dell'evoluzione dei mammiferi

## Era Mesozoica
- intorno a 250 milioni di anni fa (251,0 ± 0,4 milioni di anni fa)- (Triassico inferiore - Olenekiano)[1]
  - Inizio dell'era Mesozoica o Era secondaria (fino a 65,5 ± 0,3 milioni di anni fa) dell'eone Fanerozoico

### Periodo Triassico
- - Inizio del periodo geologico del Triassico (fino a 199,6 ± 0,6 milioni di anni fa) dell'era Mesozoica
  - Inizio dell'epoca del Triassico inferiore (fino a 245,9 milioni di anni fa) del periodo Triassico
  - Presunta comparsa dell'infraordine Eucynodontia (sottordine Cynodontia, ordine Therapsida, classe Synapsida), comprendenti fra gli altri, cinodonti carnivori del parvordine Probainognathia, a loro volta antenati dei Mammaliaformes, forme primordiali di protomammiferi.

#### Epoca del Triassico inferiore
- intorno a 248 milioni di anni fa - (Triassico inferiore - Olenekiano)
  - Presunta comparsa del Thrinaxodon, (infraordine Epicynodontia, sottordine Cynodontia, ordine Therapsida, classe Synapsida), uno dei primi esempi di vertebrato a sangue caldo e capace di cure parentali.

#### Epoca del Triassico medio
- intorno a 245 milioni di anni fa] (245,9 milioni di anni fa) - (Triassico medio - Anisico)[1]
  - Inizio dell'epoca del Triassico medio (fino a 228,7 milioni di anni fa) del periodo Triassico
  - Presunta presenza dei Cynodontia carnivori del parvordine Probainognathia (infraordine Eucynodontia), comprendente i 4 gruppi Probainognathidae, Chiniquodontidae, Trithelodontidae e Mammaliaformes, quindi presunti antenati di questi ultimi.
- intorno a 240 milioni di anni fa - (Triassico medio - Anisico)
  - Presunta comparsa dei primi Prozostrodon, ritenuti gli antenati dei Mammaliaformes (protomammiferi) (classe Synapsida, ordine Cynodontia, clade Mammaliamorpha, comprendente Prozostrodon e i Mammaliaformes), probabilmente i primi totalmente a sangue caldo.

#### Epoca delTriassico superiore
- intorno a 230 milioni di anni fa (228,7 milioni di anni fa) - (Triassico superiore - Carnico)[1]
  - Inizio dell'epoca del Triassico superiore (fino a 199,6 ± 0,6 milioni di anni fa)[1] del periodo Triassico
  - Presunta comparsa dei primi Megazostrodon, ritenuti i primi mammiferi, anche se in realtà facevano parte della classe Synapsida,  sottoclasse Mammaliaformes, una sorta di protomammiferi antenati delle classi Allotheria, Docodonta, Symmetrodonta e Mammalia. Si pensa fosse di abitudini notturne; forse possedeva una pelliccia e le ghiandole mammarie, ed era un animale a sangue caldo. In ogni caso, il Megazostrodon deponeva uova simili a quelle dei rettili, con guscio di consistenza simile a cuoio.
- intorno a 225 milioni di anni fa (Triassico superiore - Carnico)
  - In questa epoca si fa risalire convenzionalmente la comparsa dei Mammaliaformes del genere Adelobasileus. Alcune caratteristiche del cranio (in particolare della coclea) fanno supporre che l'adelobasileo fosse una forma di transizione tra i cinodonti e i mammiferi veri e propri, apparsi nel Triassico superiore. Per questa ragione, si pensa che l'adelobasileo sia molto vicino all'antenato comune di tutti i mammiferi.
- intorno a 220 milioni di anni fa (Triassico superiore - Carnico)
  - In questa epoca si fa risalire convenzionalmente la comparsa dei Mammaliaformes dell'ordine dei Triconodonta (Classe Allotheria, la stessa dei Multituberculata). Erano protomammiferi molto primitivi, più simili ai monotremi (ornitorinco e echidna), anzi, si ritiene che essi siano gli antenati comuni fra questi ultimi (detti anche Prototheria) e il resto dei mammiferi (detti Theria).
- intorno a 215 milioni di anni fa (Triassico superiore - Norico)
  - In questa epoca si fa risalire convenzionalmente la comparsa dei mammiferi dell'ordine dei Trituberculata (sottoclasse Theria, la stessa dei Marsupiali e dei Placentati), antenati comuni, dunque, dei marsupiali e dei placentati stessi (quindi dell'uomo). Erano quindi i primi animali capaci di partorire, e di non deporre più uova, come i loro antenati.

### Periodo Giurassico

#### Epoca del Giurassico inferiore
- intorno a 200 milioni di anni fa (199,6 ± 0,6 milioni di anni fa) - (Giurassico inferiore - Hettangiano)[1]
  - Inizio dell'epoca del Giurassico inferiore (fino a 175,6 ± 2,0 milioni di anni fa) del periodo Giurassico e del periodo geologico del Giurassico dell'era Mesozoica (fino a 145,5 ± 4,0 milioni di anni fa)
  - Nasce la stella Sirio, la più brillante del firmamento, distante circa 8,6 anni luce (ipotesi più recente)

#### Epoca del Giurassico medio
- intorno a 175 milioni di anni fa (175,6 ± 2,0 milioni di anni fa) - (Giurassico medio - Aleniano)[1]
  - Inizio dell'epoca del Giurassico medio (fino a 161,2 ± 4,0 milioni di anni fa) del periodo Giurassico

#### Epoca del Giurassico superiore
- intorno a 161 milioni di anni fa (161,2 ± 4,0 milioni di anni fa) - (Giurassico superiore - Oxfordiano)[1]
  - Inizio dell'epoca del Giurassico superiore (fino a 145,5 ± 4,0 milioni di anni fa) del periodo Giurassico
- intorno a 160 milioni di anni fa (Giurassico superiore - Oxfordiano)
  - In questa epoca si fa risalire convenzionalmente la comparsa dei mammiferi dell'ordine dei Multituberculata (sottoclasse Allotheria), considerato il più longevo ordine di Mammiferi: si estinsero infatti nell'Oligocene, circa 35 milioni di anni fa, e quindi sopravvissero oltre 100 milioni di anni. Erano mammiferi molto primitivi, più simili ai marsupiali.

### Periodo Cretacico

#### Epoca del Cretacico inferiore
- intorno a 146 milioni di anni fa (145,5 ± 4,0 milioni di anni fa) - (Cretacico inferiore - Berriasiano)[1]
  - Inizio dell'epoca del Cretacico inferiore (fino a 99,6 ± 0,9 milioni di anni fa) e del periodo geologico del Cretacico dell'era Mesozoica (fino a 65,5 ± 0,3 milioni di anni fa)
- intorno a 145 milioni di anni fa (Cretacico inferiore - Berriasiano)
  - In questa epoca si fa risalire convenzionalmente la comparsa in Cina di Zhangheotherium, considerato un possibile antenato comune fra le infraclassi degli euteri (placentati) e dei metateri (marsupiali), classificato nell'ordine Symmetrodonta, infraclasse Pantotheria
- intorno a 125 milioni di anni fa (Cretacico inferiore - Aptiano)
  - In questa epoca si fa risalire convenzionalmente la comparsa in Cina di Eomaia scansoria, considerato un possibile antenato degli euteri, o placentati, forse il primo animale dotato di peli, molto più verosimilmente il primo mammifero dotato di placenta.
- intorno a 105 milioni di anni fa (Cretacico inferiore - Albiano)
  - In questa epoca secondo alcune teorie  viene collocata la linea di separazione fra antenati dell'uomo e mammiferi placentati moderni (Clade Boreoeutheria, comprendente il superordine Euarchontoglires, protoroditori+supraprimati e il superordine Laurasiatheria, comprendente carnivori, grandi erbivori, pipistrelli, cetacei ed altri) e antenati di mammiferi placentati primitivi (clade Atlantogenata, comprendente il superordine Xenarthra, contenente bradipi, formichieri e armadilli, i placentati più primitivi, il superordine Afrotheria, che comprende le talpe dorate, i toporagni elefante, i tenrec, gli oritteropi, gli iraci, gli elefanti, i dugonghi e i lamantini, e infine il superordine estinto dei Meridiungulata, un grande gruppo di mammiferi placentati dalle caratteristiche primitive, sviluppatisi in isolamento nel solo Sudamerica) ovvero l'epoca in cui si presume che i mammiferi abbiano raggiunto il grado di evoluzione moderna)

#### Epoca del Cretacico superiore
- intorno a 100 milioni di anni fa (99,6 ± 0,9 milioni di anni fa) - (Cretacico superiore - Cenomaniano)[1]
  - Inizio dell'epoca del Cretacico superiore - (fino a 65,5 ± 0,3 milioni di anni fa)
  - Nasce l'Ammasso stellare aperto delle Pleiadi. (Distante circa 1270 anni luce).
- intorno a 95 milioni di anni fa (Cretacico superiore - Cenomaniano)
  - In questa epoca secondo alcune teorie  viene collocata la linea di separazione fra antenati dell'uomo (superordine Euarchontoglires, protoroditori+supraprimati) e antenati di altri mammiferi placentati (superordine Laurasiatheria, comprendente carnivori, grandi erbivori, pipistrelli, cetacei ed altri) ovvero l'epoca in cui si presume sia vissuto l'antenato comune fra questi due superordini, ovvero il primo appartenente al clade dei Boreoeutheria (comprendente i due superordini suddetti)
- intorno a 90 milioni di anni fa (Cretacico superiore - Coniaciano)
  - In questa epoca secondo alcune teorie  viene collocata la linea di separazione fra Glires (comprendenti roditori e lagomorfi, ovvero conigli, lepri e pika) e Euarchonta (clade comprendente Scandentia (o tupaie), Dermoptera, Plesiadapiformes e Primati).  In altre parole, la linea di separazione fra antenati dei roditori e antenati dell'uomo, ovvero l'epoca in cui si presume sia vissuto l'antenato comune di roditori e primati, ovvero il primo appartenente al superordine degli Euarchontoglires (comprendente i due cladi dei Glires o protoroditori e Euarchonta o supraprimati).
- intorno a 86 milioni di anni fa (Cretacico superiore - Coniaciano)
  - In questa epoca secondo alcune teorie  viene collocata la linea di separazione fra Scandentia (o tupaie) da un lato e fra Dermoptera, Plesiadapiformes e Primates dall'altro.
- intorno a 78 milioni di anni fa (Cretacico superiore - Campaniano)
  - In questa epoca secondo alcune teorie  viene collocata la linea di separazione fra proscimmie e fra scimmie + tarsi.